# Inal-Ipa

Escudo de los príncipes de Inal-Ipa.

Principado de Inal Ipa (en ajbaso: Инал-Иҧа, en georgiano:ინალიშვილი, Inalishvili, en ruso: Инал-Ипа) es una casa nobiliaria de Abjasia.

## Historia
De acuerdo con el experto en genealogía Kiril Tumanov (Кирилл Леонович Туманов), el apellido es una de las ramas de la casa de los príncipes Chachba, que se separó sobre el 1730. Sin embargo, la mayoría de los investigadores historiográficos contemporáneos no apoyan esta versión, sino que apoyan la teoría que el origen de los Inal-Ipa son los Inalidov (Иналидов).

## Posesiones
Los príncipes Inal-Ipa dirigieron los territorios del bajo Río Bzib, controlando las fortalezas de Bzib y Kaldajuara.
Tenían como vasallos a los nobles de Blabba (Блабба), Baras (Барас) y Firsou (Фирсоу).

## Personas destacadas
- Shalva Inal-Ipa (Инал-Ипа, Шалва Денисович)